# شفشافة

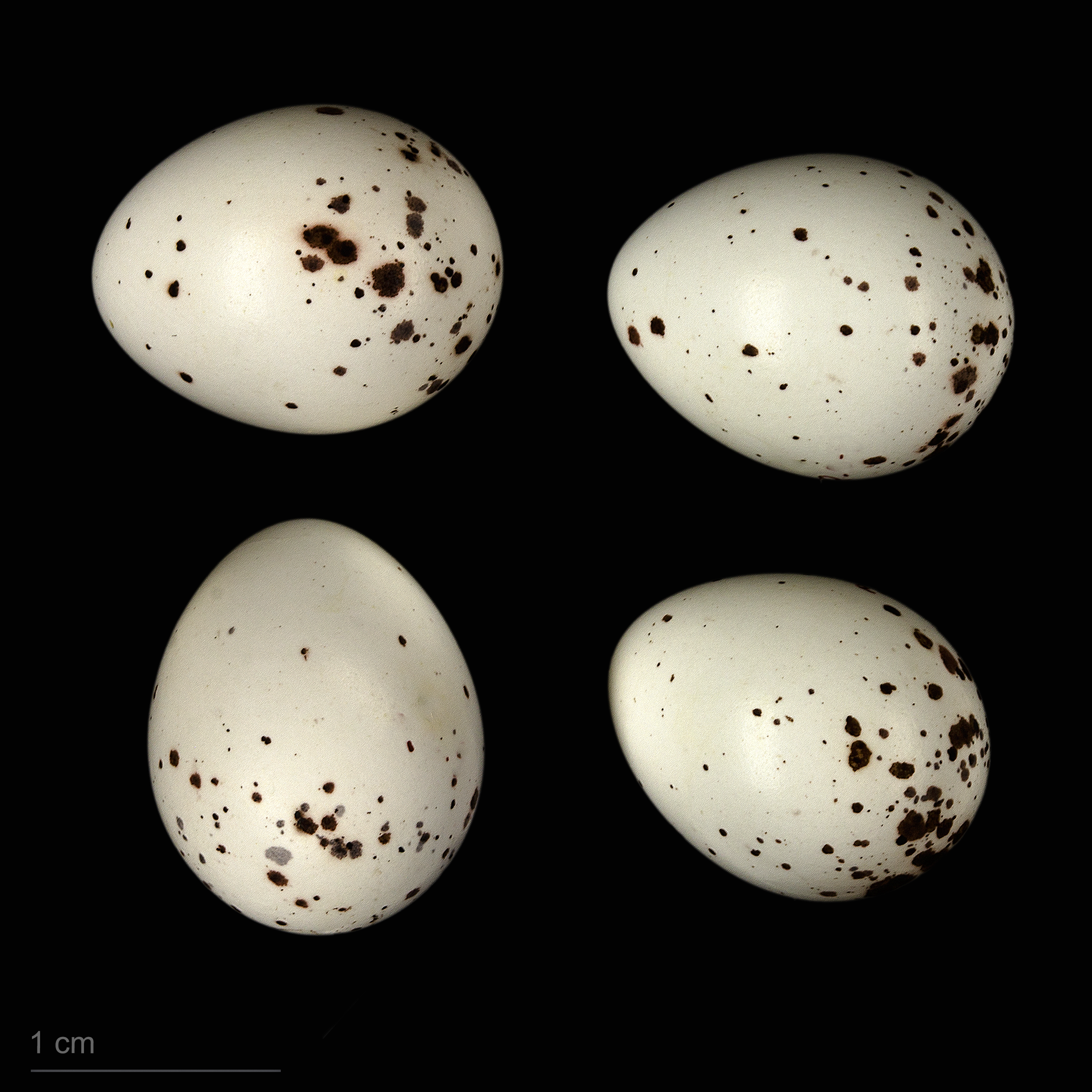
بيوض الشفشافة

شفشافة أو هارجر وتسمى أيضا نقشارة شائعة (الاسم العلمي: Phylloscopus  collybita) (بالإنجليزية: Common  Chiffchaff)‏ هو طائر ينتمي إلى (فصيلة: Phylloscopidae).